# Equity (Schiff)
Die Equity war ein britisches Frachtschiff, das bei Ausbruch des Ersten Weltkriegs in Hamburg als Embargoschiff beschlagnahmt wurde und später in der Kaiserlichen Marine als Transportschiff eingesetzt wurde. Außerdem wurden mit ihr zwei Operationen des Nachrichtendienstes des Admiralstabs (Marinenachrichtendienst) mit Waffentransporten für bürgerliche Aufständische in Finnland durchgeführt (Finnischer Bürgerkrieg). Neben der Rubens, der Marie und der Libau war die Equity das vierte Hilfsschiff, das vom Marinenachrichtendienst für derartige Einsätze verwandt wurde.

## Verwendung als Frachtdampfer
1906 wurde die Equity von der Lancashire and Yorkshire Railway in Goole übernommen, die auch einen Liniendienst nach Hamburg unterhielt. Hier wurde der Dampfer am 4. August 1914 als Embargoschiff von den deutschen Behörden beschlagnahmt.

## In der Kaiserlichen Marine

### In der „Vorausabteilung Sonderverband Ostsee“
Offenbar wurde die Equity erst 1917 von der Kaiserlichen Marine übernommen und befand sich bis zu diesem Zeitpunkt vermutlich im Hamburger Hafen. Sie wurde als Seiner Majestät Hilfsschiff (S.M.H.) Equity in Dienst gestellt. Anfang Oktober 1917 wurde sie unter Oberleutnant zur See Gustav Pezold Führerschiff der Vorausabteilung Sonderverband Ostsee, der aus den Dampfern Equity, Corsica und Ammon bestand. Der Sonderverband wurde im Rahmen der Operation Albion eingesetzt und landete am 12. Oktober 1917 in der Tagga-Bucht auf Ösel 2000 Mann Infanterie und 20 Motorboote an, wobei die Corsica auf eine Mine lief. Die eingeschifften Truppen konnten jedoch von begleitenden Torpedobooten abgeborgen und die Corsica selbst auf den Strand gesetzt werden. Während der Ausschiffung wurde die Vorausabteilung von russischer Seite von Land aus unter Feuer genommen, erlitt jedoch keine Verluste.

### Die erste Reise nach Finnland, 27. Oktober bis 6. November 1917
Am 19. Oktober 1917 traf die Equity in Danzig ein, wo sie auf der Kaiserlichen Werft Danzig für ein Sonderunternehmen nach Finnland ausgerüstet wurde. Die Operation wurde von Kapitänleutnant d. R. Friedrich Hagedorn des Marinenachrichtendienstes geführt, der jedoch an der Reise selbst nicht teilnahm. Beteiligt an der Planung des Unternehmens war auch die Sektion Politik des Großen Generalstabs, die wie der Marinenachrichtendienst in Berlin residierte. Hier war ein Hauptmann von Hülsen für die Operation zuständig.
Ziel des Unternehmens war die staatliche Loslösung Finnlands von Russland. Dadurch sollten die russischen Seestreitkräfte im Finnischen Meerbusen eingeschlossen, die Hauptstadt Petrograd belagert und die angloamerikanische Zufuhr für Russland über die Murmanbahn unterbunden werden.
Dazu sollten auch Angehörige des Königlich Preußischen Jägerbataillons 27 dienen, das praktisch ausschließlich aus finnischen Freiwilligen bestand. Daher wurden auf der Equity auch acht Finnische Jäger eingeschifft sowie der finnische Lotse Karl Rönnholm, der die Equity an die Zielorte lotsen sollte. An Waffen und Munition lud der Dampfer 6500 Gewehre Mosin-Nagant, 1,85 Mill. Patronen, 30 Maschinengewehre mit 700.000 Patronen, 500 Mauser-Pistolen mit 70.000 Patronen, 35 Kisten Sprengmunition und 8 Motorräder mit Zubehör. Im Fall der Entdeckung der Equity durch russische Bewacher oder britische U-Boote sollte der Dampfer versenkt werden, um das Material nicht in die Hände des Gegners fallen zu lassen. Wie schon die Libau beim Waffentransport für den Osteraufstand in Irland im April 1916 besaß die Equity aufgrund ihrer geringen Größe und ihres relativ hohen Alters keine Funkentelegrafie-Station, so dass nach Verlassen des Hafens keinerlei Verbindung mehr zwischen Schiff und vorgesetzten Dienststellen oder deutschen Seestreitkräften bestand.
Am 28. Oktober 1917 verließ die Equity Libau mit Kurs Nordwest auf Schweden. Auf hoher See wurde der Tarnname Adolph Andersen angenommen; ein real existierender, 783 BRT großer dänischer Dampfer Baujahr 1898. Allerdings besaß Pezold auf dieser Reise noch keine legendierten Ausweispapiere für diesen Dampfer, da der Marinenachrichtendienst aus unbekannten Gründen nicht in der Lage gewesen war, diese rechtzeitig für das Unternehmen anzufertigen.
An Gotland vorbei führte die Fahrt in die Ålandsee und von hier aus dicht unter der schwedischen Küste in den Bottenwiek. Am 30. Oktober 1917 wurde die dänische Flagge niedergeholt und die russische gehisst, da die alte Legendierung aufgrund der Reiseroute nicht mehr plausibel schien. Die Equity nahm nun die Legende des finnisch-russischen Dampfers Mira aus Helsinki an.
Am Abend des 31. Oktober 1917 traf der Dampfer vor der Insel Vesterö ein, wo ihn ein so genanntes Aktionskomitee erwartete. In der Storsandviken-Bucht 63° 22′ N, 21° 58′ O wurde ein Teil der Ladung in Fischerboote und einen kleinen Fischkutter gelöscht. Während vier der acht finnischen Jäger ausgebootet wurden, nahm die Equity eine Anzahl von Männern des Aktionskomitees auf, die sie zum zweiten Landungsplatz begleiteten. Am folgenden Tag lief der Dampfer Insel Tolvmansgrund an, wo der Rest der Ladung mit Hilfe von Motor- und Fischerbooten sowie einem Prahm gelöscht wurde. Auch verließen hier sämtliche an Bord befindliche Finnen den Dampfer, der am 4. November 1917 wieder in Libau eintraf.

### Die zweite Reise nach Finnland, 3. bis 16. Dezember 1917
Eine zweite Waffenladung für Finnland bestand aus 310 t Material, 20.000 Gewehren Moisin-Nagant, 50 Maschinengewehren, 600 Mauser-Pistolen, 6 Mill. Patronen, 250 Handgranaten und Akkumulatoren für eine Funkstation, mit der ein ständiger Kontakt zu deutschen Militärdienststellen im besetzten Baltikum hergestellt werden sollte. Am 5. Dezember sollte die Equity in Finnland eintreffen und an drei Orten ihre Ladung löschen. Dieses Mal befanden sich unter Führung der Zugführer Asplund und Petrelius 22 finnische Jäger an Bord.
Am 3. Dezember 1917 überbrachte Hagedorn in Danzig den Einsatzbefehl, doch stand die zweite Reise von Anfang an unter keinem guten Stern. Der Lotse Rönnholm, der für die Reise dringend benötigt wurde, befand sich unerklärlicherweise in Deutschland, die allgemeinen Sichtverhältnisse waren aufgrund der jahreszeitlich bedingten Wetterlage mit zum Teil heftigen Schneestürmen teilweise katastrophal. Außerdem war, wie sich erst während der Fahrt herausstellte, das für die Navigation unbedingt notwendige Lotlineal angeblich vergessen worden. Der erste Anseglungspunkt sollte die Position 61° 45,75′ Nord 21° 17,20′ Ost in der Nähe von Björneborg bei der Insel Reveli sein. Dort sollte die Equity finnisches Personal aufnehmen, das sie lotsen sollte. Diesmal lagen für die Reise legendierte Papiere wie der Messbrief, das Schiffszertifikat, Versicherungsunterlagen usw. vor. Danach war die Adolph Andresen aus Karlskrona ausgelaufen mit dem Ziel, schwedische und finnisch-russische Häfen anzulaufen. Die echte Adolph Andersen war dagegen am 17. November 1917 von SM UC 77 sechs Seemeilen vor Brest in der Nähe von Ouessant (Uschant) versenkt worden. Ob dieser Umstand dem Marinenachrichtendienst bekannt war, ist unklar.
Am 6. Dezember 1917 befand sich Equity offenbar in der Nähe der Insel Reveli, doch auf Lichtsignale Pezolds wurde von der Landseite her nicht reagiert. Aufgrund der Zeitverzögerungen beschloss Pezold, den zweiten Anlaufpunkt Edvainen bei Nystad zu übergehen und direkt den dritten Punkt Vesterö anzulaufen. Da auch hier eine Kontaktaufnahme nicht erfolgte, steuerte Pezold wieder Reveli an, wo schließlich doch noch Kontakt zum Lotsen aufgenommen werden konnte. Inzwischen war jedoch das Fahrwasser zwischen der Insel und dem Festland vereist, so dass von Land aus keine Boote zur Entladung der Equity entsandt werden konnten. So wurden nur die Akkumulatoren für die Funkstation, einige Pistolen, Handgranaten und Gewehre in ein Fischerboot geladen sowie 12 der finnischen Jäger auf der Insel abgesetzt. Auf einer zweiten Tour wurden auch zwei Maschinengewehre und die restlichen Jäger transportiert, doch dann verhinderte die Witterung eine dritte Tour. Die Finnen wurden mit einer Verpflegung für 20 Tage versehen, da unklar war, wann wieder Verbindung zwischen Reveli und dem Festland aufgenommen werden konnte.
Trotzdem und auch trotz der Eisgefahr, die drohte, der Equity den Rückweg in den südlichen Teil der Ostsee zu versperren, versuchte Pezold erneut, Vesterö anzulaufen. Während des Navigierens in einem Schneesturm wurde nach Angaben Pezolds eine Sprengpatrone im Kohlenbunker gefunden, die im letzten Moment von den Heizern entdeckt wurde. Eine Explosion in den Schiffskesseln hätte vermutlich den sofortigen Untergang der Equity zur Folge gehabt. Pezold vermutete, dass die Bombe von einem neutralen Dampfer in Danzig stammte und von russischen Kriegsgefangenen bei der Beladung der Equity mit Kohlen an Bord gebracht worden sein könnte. 
Am 12. Dezember 1917 stellte sich heraus, dass die Kohlenvorräte des Dampfers derartig zur Neige gingen, dass sie gerade noch für die Heimfahrt ausreichten. Somit entschloss sich Pezold am nächsten Tag angesichts heftiger Stürme und der Aussichtslosigkeit, die Ladung abzuliefern, zur Rückfahrt. Bereits am 15. Dezember traf die Equity wieder in Libau ein. 
Im April 1918 wurde die Equity als normaler Transporter in der Transportflotte II/Sonderverband Ostsee eingesetzt; Einzelheiten sind nicht bekannt. Sie wurde am 17. Dezember 1918 außer Dienst gestellt.

## Rückgabe an Großbritannien, weitere Verwendung
Offenbar im Februar 1919 wurde die Equity an Großbritannien zurückgegeben und wieder als Frachter eingesetzt. Dabei erlitt sie im Mai 1920 einen Seeunfall, als sie auf einer Reise nach Hull an der ostenglischen Küste strandete. Sie konnte jedoch durch den Einsatz des Bergungsdampfers Ranger geborgen werden und blieb weiter im Dienst. Offenbar wurde sie im Dezember 1931 in Grangemouth abgewrackt.